# Opisthoteuthis albatrossi
Opisthoteuthis albatrossi is een inktvissensoort uit de familie van de Opisthoteuthidae. De wetenschappelijke naam van de soort is voor het eerst geldig gepubliceerd in 1920 door Sasaki.